# Diloa pudens
Diloa pudens là một loài tò vò trong họ Ichneumonidae.